# Hanno R. Ellenbogen Citizenship Award
Der Hanno R. Ellenbogen Citizenship Award ist eine jährlich vergebene Auszeichnung für besondere gesellschaftliche Verdienste in Zentral- und Osteuropa. Er wird von der Global Panel Foundation und der Prague Society for International Cooperation gemeinsam vergeben. Er ist benannt nach der Mutter des Vorsitzenden beider Organisationen Marc S. Ellenbogen.
Seit 2000 würdigt er Persönlichkeiten, die sich in den Dienst der Gesellschaft gestellt und damit gleichzeitig einen Beitrag zum internationalen Verständnis geleistet haben. Der Preis ist mit einem Preisgeld von 10.000 US-Dollar verknüpft, das traditionell vom Preisträger an eine junge Person seiner Wahl weitergeleitet werden muss, deren gesellschaftliches Engagement ebenfalls Würdigung verdient.
Der Preis dient somit nicht nur als Auszeichnung, sondern ermöglicht es darüber hinaus den Preisträgern, auch weiterhin gesellschaftlich zu wirken.

## Preisträger
- 25.: Kardinal Dominik Duka, emeritierter Erzbischof von Prag[1]
- 24.: Milan Kňažko, Slowakischer Schauspieler und Politiker
- 23.: Yevgeniya Chirikova, Russische Dissidentin und Umweltaktivistin
- 22.: Myanmarische Menschenrechtsaktivistin Ma Thida
- 21.: Ehemaliger kroatischer Präsident Ivo Josipović
- 20.: Die deutschen Politiker Hans-Dietrich Genscher und Markus Meckel
- 19.: Die Philosophen und Wissenschaftler Ivan Chvatík und Ivan Havel
- 18.: Die Santa Marta Group und Vincent Kardinal Nichols; Special Award an die Journalisten Tom Nicholson, Ján Kuciak und seine Verlobte Martina Kušnírová (Letzteren in memoriam)
- 17.: Zdeněk Tuma, Gouverneur der tschechischen Nationalbank, und Magda Vášáryová, Schauspielerin und Politikerin
- 16.: Tony Fitzjohn, britischer Naturschützer, und Souad Mekhennet, deutsche Journalistin
- 14.–15.: Iva Drápalová und Věra Čáslavská. Iva Drápalová weigerte sich trotz Drohungen gegen ihre Familie standhaft mit dem StB, der kommunistischen Geheimpolizei in der Tschechoslowakei, zu kooperieren. Im Jahr 1968 begann sie für die Associated Press zu arbeiten, als sich dies nach dem Ende des Prager Frühlings niemand sonst traute. Zunächst stimmte sie lediglich zu, eine Woche als Übersetzerin auszuhelfen. Zwei Jahre später war sie zur Bürochefin aufgestiegen. Nach ihrer Pensionierung 1988 war sie als Übersetzerin der Pressekonferenzen der Protagonisten der Veilchenrevolution aktiv und arbeitete als Beraterin für die L.A. Times. Drápalová hat ihr Preisgeld an den Tschechischen Sozialwissenschafter Štěpán Ripka gespendet. Im Zentrum Ripkas Wissenschaftlicher arbeitet und Zivilgesellschaftlichen Einsatz stehen Romagemeinden innerhalb und außerhalb Tschechiens. Věra Čáslavská gewann sieben Goldmedaillen bei Olympischen Spielen, bevor sie am Höhepunkt ihrer Karriere vom kommunistischen Regime fallengelassen wurde. Nachdem sie bei den Olympischen Spielen in Mexiko-Stadt 1968 subtil, aber öffentlichkeitswirksam gegen die sowjetische Besatzung der Tschechoslowakei demonstriert hatte, durfte sie nicht mehr an Wettkämpfen teilnehmen. Schon zuvor hatte sie das Manifest der 2000 Worte unterzeichnet und war durch ihre Unterstützung des Prager Frühlings bekannt.
- 11.–13.: Wesley Clark, Jiří Dienstbier (in memoriam) und Andrés Pastrana. Dienstbiers Witwe spendete ihren Teil des Preisgelds, um die Veröffentlichung eines neuen Buches über Dienstbiers Wirken als Journalist zu ermöglichen.[2]
- 10.: Adam Michnik, Chefredakteur der Gazeta Wyborcza; der finanzielle Teil ging an zwei junge Journalisten derselben Zeitung, Juliusz Kurkiewicz and Aleksandra Klich-Siewiorek.
- 9.: Der 14. Dalai Lama
- 8.: Special Award (in memoriam) an Desmond Mullen
- 7.: Oppositionsführer Weißrusslands Alexander Milinkewitsch und Pawel Sewjarynez[3]
- 6.: König Michael I. von Rumänien und Petrsior Ostafie
- 5.: Regisseur Miloš Forman und die Studenten der Pisek Film Akademie
- 4.: NATO-Generalsekretär George Robertson und David Hodan
- 3.: Präsident Václav Havel und Andrej Dynko[4]
- 2.: Secretary of State Madeleine Albright und Petra Prochazkova
- 1.: Maestro Vladimir Ashkenazy mit den Dirigenten der Tschechischen Philharmonie und Pianist Lukáš Vondráček